# Volčok
Volčok (Волчок) è un film del 2009 diretto da Vasilij Sigarev.

## Trama
Il film racconta di una ragazza che non ha mai visto sua madre. E improvvisamente appare la mamma e dà alla ragazza un piccolo giocattolo: un top. La ragazza sarebbe potuta diventare una donna molto forte, se non fosse stato per il suo amore fedele e ingenuo per la madre, che di nuovo lascia la figlia.